# Лозартан
Лозартан — лікарський засіб, що гальмує ренін-ангіотензинову систему. Антагоніст ангіотензину ІІ. Код АТС — C09CA01.

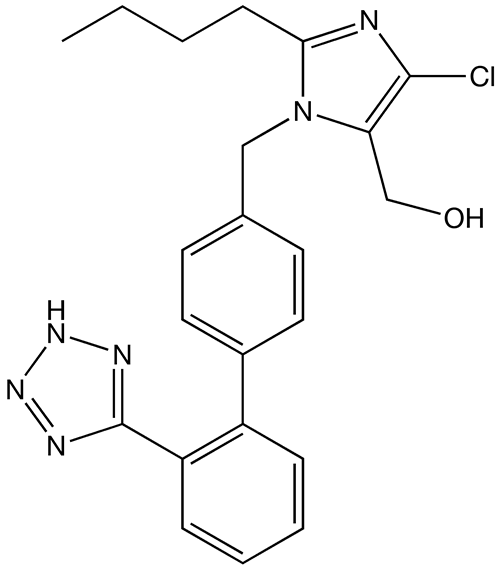
Лозартан

## Показання
- Артеріальна гіпертензія
- Профілактика інсультів у хворих на артеріальну гіпертензію
- Нефропатія у хворих на діабет II типу з артеріальною гіпертензією в анамнезі

## Протипоказання
Підвищена чутливість. Період вагітності та годування груддю, дитячий вік до 6 років. Діти з рівнем гломерулярної фільтрації <30 мл/хв/1.73 м2.

## Побічні реакції
Зазвичай лозартан добре переноситься. Серед побічних ефектів, пов'язаних з прийомом лозартану, відзначаються запаморочення, астенія або підвищена втомлюваність, гіперкаліємія. Дотримуватись обережності при застосуванні лозартану слід пацієнтам, які мають зменшений інтраваскулярний об'єм (наприклад, пацієнтам, які приймають діуретики або знаходяться на дієті з обмеженням солі), оскільки у таких пацієнтів на початку терапії може виникнути симптоматична гіпотензія. Таким пацієнтам бажано зменшити стартову дозу або провести корекцію водно-сольового балансу до початку терапії. Слід обережно застосовувати лозартан пацієнтам, що залежать від ренін-ангіотензин-альдостеронової системи для адекватної функції нирок та пацієнтам із стенозом ренальної артерії обох нирок або єдиної нирки. У таких випадках прийом лозартану може супроводжуватись ефектами, аналогічними інгібіторам АПФ. У зв'язку з можливістю виникнення гіперкаліємії під час лікування лозартаном слід контролювати рівень калію у плазмі, особливо у пацієнтів з порушенням функції нирок, та уникати одночасного застосування калійзберігаючих діуретиків.

## Фармакодинаміка
Лозартан — антагоніст рецепторів ангіотензину II типу АТ1. Ангіотензин II, що утворюється з ангіотензину I під час реакції за участю ангіотензинперетворюючого ферменту (АПФ, кінінази II), є потужним вазоконстриктором, первинним вазоактивним гормоном ренін-ангіотензинової системи та важливим компонентом патофізіологічних механізмів гіпертензії. Він також стимулює секрецію альдостерону корою надниркових залоз. Лозартан та його активний метаболіт блокують вазоконстрикторний ефект та стимуляцію секреції альдостерону ангіотензином II шляхом селективного блокування взаємодії ангіотензину II з АТ1-рецепторами, розташованими в багатьох тканинах (таких як гладкі м'язові волокна судин, надниркові залози). У багатьох тканинах також виявляються АТ2-рецептори, але, за існуючими даними, вони не асоціюються з кардіоваскулярним гомеостазом. Лозартан та його активний метаболіт мають набагато більшу (в 1000 разів) спорідненість з АТ1-рецепторами, ніж з АТ2-рецепторами. Дослідження зв'язування in vitro показали, що лозартан є зворотним, конкурентним інгібітором АТ1-рецепторів. Активний метаболіт має у 10-40 разів більшу активність, ніж лозартан, та є зворотним, неконкурентним інгібітором АТ1-рецепторів.
Лозартан та його активний метаболіт не є інгібіторами АПФ (кінінази II – ферменту, що перетворює ангіотензин I в ангіотензин II та сприяє розпаду брадикініну). Вони не блокують інші гормональні рецептори або іонні канали, що є важливими для кардіоваскулярної регуляції. Лозартан знижує загальний периферичний судинний тиск, зменшує післянавантаження, системний АТ.

## Фармакокінетика
Після перорального прийому лозартан добре абсорбується та зазнає метаболічних перетворень першого проходження цитохром-Р450 ферментами. Системна біодоступність препарату приблизно дорівнює 33%. Майже 14 % пероральної дози лозартану перетворюється на активний карбоксильний метаболіт Е3174, що відповідає за більшу частину ефекту ангіотензин II-антагонізму під час лікування лозартаном. Максимальна концентрація лозартану та його активного метаболіту реєструється через 1 годину та 3-4 години відповідно. Лозартан та активний метаболіт інтенсивно зв'язуються з білками плазми, головним чином з альбуміном. Період напіврозпаду лозартану дорівнює 2 годинам, активного метаболіту – 6-9 годинам. Фармакокінетика лозартану та активного метаболіту є лінійною для пероральних доз лозартану до 200 мг і не змінюється з часом. Біліарна екскреція препарату становить певну частину елімінації лозартану та його активного метаболіту – приблизно 35% дози потрапляє у сечу і майже 65% – у кал. У пацієнтів з помірним або тяжким порушенням функції нирок та у пацієнтів з недостатністю функції печінки є доцільним зменшення стартової дози препарату.

## Торгові назви
| Торгова назва | Фірма                 | Країна     |
| ------------- | --------------------- | ---------- |
| Лосакар       | Кадила Хелткер        | Індія      |
| Лозап         | Зентива               | Чехія      |
| Лоріста       | KRKA                  | Словенія   |
| Лозартін      | "Здоров'я", м. Харків | Україна    |
| Козаар        | Мерк Шарп і Доум Б.В. | Нідерланди |